# Euploea carpenteri
Euploea carpenteri är en fjärilsart som beskrevs av Moore 1891. Euploea carpenteri ingår i släktet Euploea och familjen praktfjärilar. Inga underarter finns listade i Catalogue of Life.